# 石璞 (十六国)
石璞（？—351年），字玄真，晋朝渤海郡南皮（今河北省南皮县）人。《晋书·石苞传》作石朴，十六国时后赵大臣，西晋大司马石苞的曾孙。
石璞为人谨厚，无他材艺，刘聪陷洛阳，石璞被俘。石勒以自己与石璞同姓，俱出河北，引石璞为宗室，特加优宠，位至后赵的司徒。340年，前凉张骏派别驾马诜到後赵呈献贡物，上表言辞不敬，石虎要把马诜斩首。侍中石璞劝谏：“如今应当最先除灭的国家是晋。河西地处僻陋，现在若杀马诜，必定征伐张骏。兵力一分为二，建康就能延长几年的寿命了。”石虎于是不杀马诜。347年，石虎让尚书张群征发附近各郡的男女十六万人修筑华林苑及漫长的围墙，占地方圆数十里。申钟、石璞、赵揽等人上疏，陈述目前天文星象错乱，百姓凋敝。石虎大怒，督促张群让人们夜不停工。冉闵代後赵称魏帝。石璞任司空，351年，石祗击败冉闵，杀死司空石璞、尚书令徐机、中书监卢谌等，死亡的人总共达十多万。